# Bruce Power
Bruce Power Limited Partnership est une société en commandite canadienne qui exploite la centrale nucléaire de Bruce, un complexe de huit réacteurs nucléaires situé à 250 km au nord-ouest de Toronto, en Ontario.
Fondée en 2001, la société est un partenariat entre le producteur d'uranium Cameco Corporation (31,6 %), de l'exploitant de pipelines TransCanada Corporation (31,6 %), de BPC Generation Infrastructure Trust, propriété du fonds de pension des employés municipaux de l'Ontario, OMERS (31,6 %), le syndicat des travailleurs de l'électricité (PWU, 4 %) et la Society of Energy Professionals (SEP, 1,2 %).
La centrale de Bruce est située sur les rives du lac Huron, entre les villes de Kincardine et de Saugeen Shores. Avec la remise en service des unités A1 et A2 en octobre 2012, la centrale détient le titre de plus grande centrale nucléaire en activité au monde avec une puissance installée de plus de 6 232 MW. La fin de la réfection de la centrale Bruce A met un terme à un projet de plusieurs milliards de dollars, qui a permis de remettre toutes les tranches de la centrale en opération pour la première fois depuis 1995.

## Historique

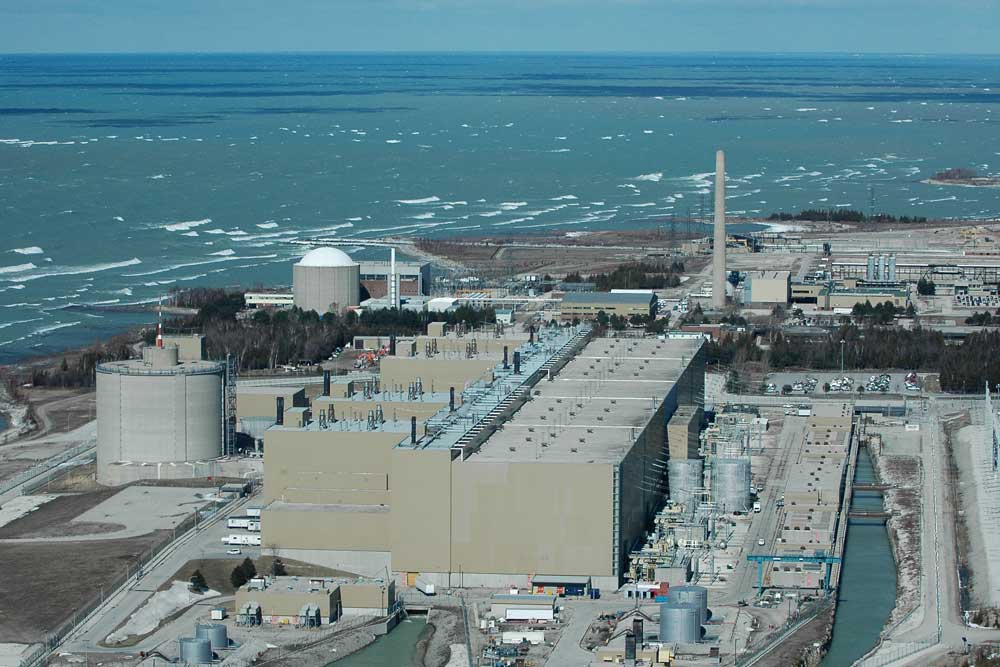
La centrale nucléaire Bruce B.

Bruce Power a été constituée en société à responsabilité limitée en 2001. Elle comptait quatre actionnaires : British Energy (82,4 %), Cameco Corporation (15 %), Power Workers' Union et la Society of Energy Professionals. En raison des difficultés financières de British Energy à l'automne 2002, l'entreprise est devenue une société en commandite à propriété exclusivement canadienne à compter du 14 février 2003.
En mai 2001, Bruce Power est devenu l'exploitant autorisé de la centrale nucléaire de Bruce à Tiverton, en Ontario, succédant à Ontario Hydro, qui a été démantelée par le gouvernement de Mike Harris. Les centrales Bruce A et Bruce B sont équipés chacune de quatre réacteurs CANDU. Les quatre réacteurs de la centrale Bruce A, d'une puissance de 750 MW chacun, ont été mis en service entre 1977 et 1979, alors que les quatre unités de Bruce B, de 817 MW chacun, se sont ajoutés au parc de production entre 1984 et 1987. Avec une puissance installée de 6 232 MW, le site de Bruce Power est la plus grande installation de production nucléaire en activité au monde.
Depuis sa création, Bruce Power a redémarré les quatre réacteurs de la centrale Bruce A. La tranche 4 a été synchronisée au réseau pour la première fois pour la première fois depuis 1998 le 7 octobre 2003. Ce redémarrage a été suivie par celui du réacteur 3, le 8 janvier 2004.
Le 17 octobre 2005, Bruce Power conclut une entente avec l'Ontario Power Authority pour lancer un programme d'investissement de 4,25 milliards de dollars qui avait pour objectif de redémarrer les réacteurs Bruce A, 1 et 2. Le programme a été étendu en 2007 pour inclure la réfection complète de l'unité A4 au coût de 1 milliard de dollars. En 2008, les estimations de coûts ont été majorées, pour s'élever entre 5,6 et 5,9 milliards de dollars.
L'unité 1 a été remise en service le 20 septembre 2012, suivie par l'unité 2 le 18 octobre de la même année. Le redémarrage de ces deux unités après 17 ans d'arrêt porte la puissance installée à 6 300 MW, ce qui représente le quart de la puissance totale du réseau de l'Ontario dans une journée de pointe.

## Projets en cours

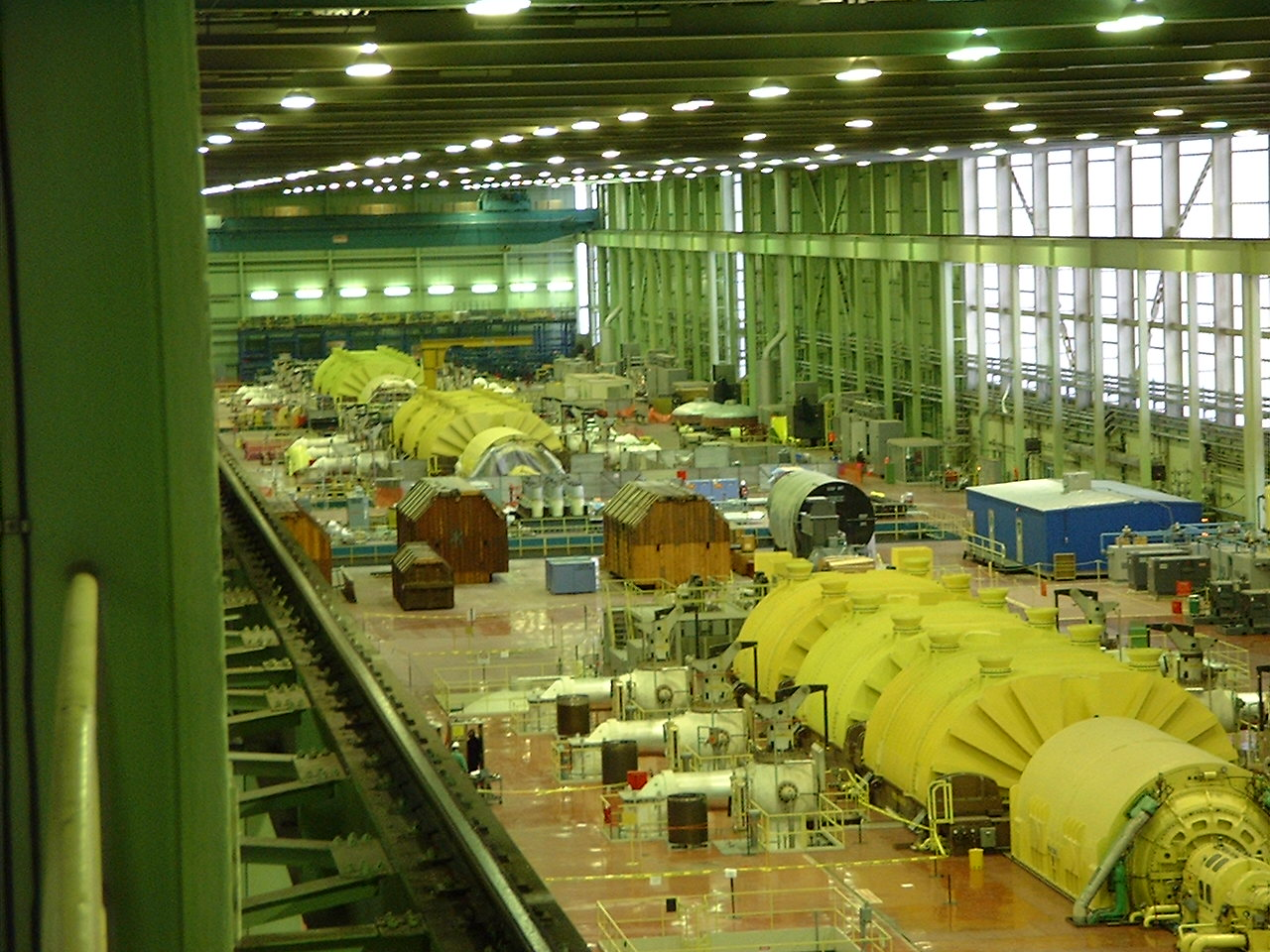
La salle des turbines de la centrale Bruce au cours du projet de redémarrage entrepris entre 2002 et 2004

Bruce Power existe d'abord et avant tout pour exploiter la centrale de Bruce, qui appartient légalement à Ontario Power Generation. OPG a succédé en 1999 à Ontario Hydro, la société de la Couronne qui a construit la centrale dans les années 1970 et 1980. Depuis qu'elle a obtenu la concession d'exploitation du complexe nucléaire, Bruce Power a investi plus de 7 milliards de dollars pour optimiser l'exploitation, prolonger la vie utile et remettre en service les unités de la centrale qui avaient été arrêtées depuis les années 1990.
La société avait également projeté de construire d'autres centrales nucléaires. Elle a annoncé en juillet 2009 qu'elle mettait fin à son projet de construire deux centrales nucléaires additionnelles en Ontario, les centrales de Bruce C et de Nanticoke.

### Bruce Power Alberta
En mars 2008, Bruce Power a demandé un permis de construire une centrale nucléaire au lac Cardinal. Le chef de la direction, Duncan Hawthorne s'était rendu à Peace River, Manning et Grimshaw, en Alberta pour informer ces communautés que Bruce Power avait lancé un processus afin de construire une première centrale nucléaire dans l'Ouest du Canada.
L'entreprise a déposé une demande de permis auprès de la Commission canadienne de sûreté nucléaire pour une centrale de deux à quatre réacteurs d'une puissance totale de 4 000 MW qui auraient pu être mis en service à compter de 2017. La direction de l'entreprise a annoncé le retrait de sa proposition en décembre 2011.

## Gouvernance
La société est dirigée par un conseil d'administration, dont les membres sont Dennis Fry, Duncan Hawthorne, Michael Rolland, Bernard Michel, Alexander Pourbaix, Sean McMaster, Sean Quinn et Preston Swafford.